# 1978 NS
1978 NS är en asteroid i huvudbältet som upptäcktes den 10 juli 1978 av de båda amerikanska astronomerna Eleanor F. Helin och E. M. Shoemaker vid Palomar-observatoriet.
Asteroiden har en diameter på ungefär 7 kilometer.